# Cannabis au Danemark
 (juin 2024).
Si vous disposez d'ouvrages ou d'articles de référence ou si vous connaissez des sites web de qualité traitant du thème abordé ici, merci de compléter l'article en donnant les références utiles à sa vérifiabilité et en les liant à la section « Notes et références ».

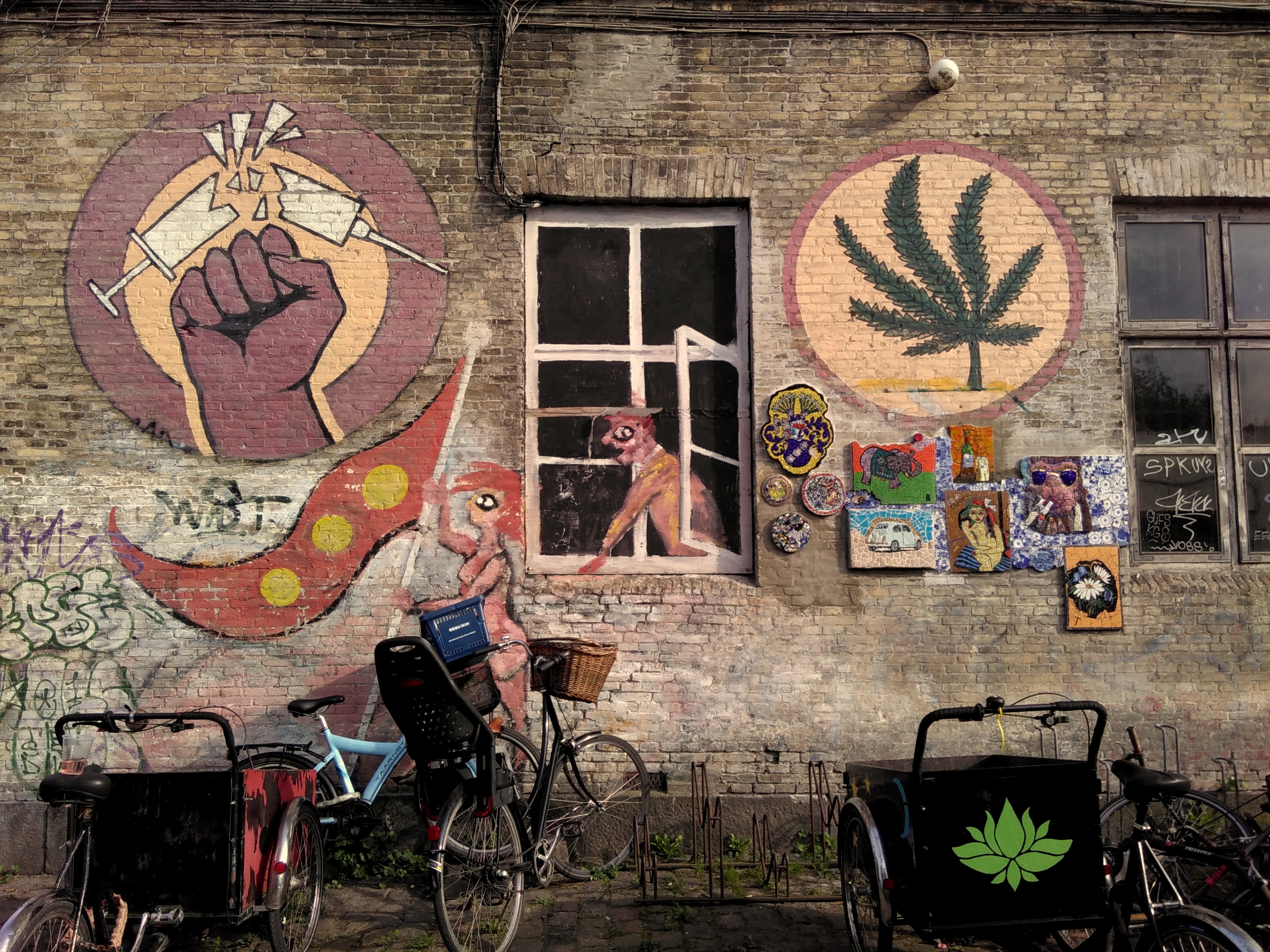
Mural en Christiania

Le cannabis au Danemark tombe sous le coup de la loi du 31 août 1993 sur les substances euphorisantes, même si cette loi n’interdit pas explicitement la consommation, elle en interdit toutes les autres opérations (vente, livraison, transformation, possession…).
Ainsi, la possession simple à des fins personnelles est punie par une amende pouvant être accompagnée ou remplacée par une peine de prison qui peut aller jusqu'à deux ans (en fonction de la quantité) et la possession à des fins de revente tombe sous le coup du Code pénal et peut atteindre les dix ans d'emprisonnement s'il existe des circonstances aggravantes (approvisionnement de mineurs).
Cependant, le Danemark possède un « principe d'opportunité des poursuites » selon lequel le ministère public n’est jamais obligé de déclencher l’action publique, ainsi, plusieurs directives ont été publiées visant à dire que la détention ne doit pas être poursuivie lorsqu’elle correspond à la seule consommation personnelle. Ainsi, dans les faits, une quantité de cannabis inférieure à dix grammes est généralement présumée correspondre aux besoins personnels et le contrevenant reçoit alors seulement un avertissement.
La consommation de cannabis est tolérée dans les rues du quartier hippie de Christiania à Copenhague.